# Мексика на зимових Олімпійських іграх 1988
Мексика на зимових Олімпійських іграх 1988 року, які проходили в канадському місті Калгарі, була представлена 11 спортсменами (10 чоловіками та 1 жінкою) в чотирьох видах спорту — гірськолижний спорт, бобслей, лижні перегони та фігурне катання. Прапороносцем на церемонії відкриття Олімпіади був фігурист Рікардо Олваррієта.
Мексика втретє взяла участь у зимовій Олімпіаді. Мексиканські спортсмени не здобули жодної медалі.

## Бобслей
| След  | Спортсмени                      | Дисципліна | Спуск 1 | Спуск 1 | Спуск 2 | Спуск 2 | Спуск 3 | Спуск 3 | Спуск 4 | Спуск 4 | Разом   | Разом |
| След  | Спортсмени                      | Дисципліна | Час     | Місце   | Час     | Місце   | Час     | Місце   | Час     | Місце   | Час     | Місце |
| ----- | ------------------------------- | ---------- | ------- | ------- | ------- | ------- | ------- | ------- | ------- | ------- | ------- | ----- |
| MEX-1 | Хорхе Тамес Хосе Тамес          | двійки     | 1:01.58 | 40      | 1:02.39 | 38      | 1:03.44 | 37      | 1:02.67 | 36      | 4:10.08 | 36    |
| MEX-2 | Роберто Тамес Луїс Адріан Тамес | двійки     | 1:01.56 | 39      | 1:01.84 | 37      | 1:03.76 | 38      | 1:02.93 | 38      | 4:10.09 | 37    |

## Гірськолижний спорт
| Спортсмен             | Дисципліна                   | Спуск 1 | Спуск 2 | Загалом | Загалом |
| Спортсмен             | Дисципліна                   | Час     | Час     | Час     | Місце   |
| --------------------- | ---------------------------- | ------- | ------- | ------- | ------- |
| Губертус фон Гогенлое | швидкісний спуск, чоловіки   |         |         | 2:12.58 | 43      |
| Патріс Мартелл        | супергігант, чоловіки        |         |         | 2:10.69 | 53      |
| Алекс Крістіан Беноіт | супергігант, чоловіки        |         |         | 2:05.80 | 49      |
| Губертус фон Гогенлое | супергігант, чоловіки        |         |         | 1:56.03 | 42      |
| Карлос Прунеда        | гігантський слалом, чоловіки | DNF     | –       | DNF     | –       |
| Патріс Мартелл        | гігантський слалом, чоловіки | n/a     | DNF     | DNF     | –       |
| Алекс Крістіан Беноіт | гігантський слалом, чоловіки | 1:22.35 | 1:19.10 | 2:41.45 | 57      |
| Губертус фон Гогенлое | гігантський слалом, чоловіки | 1:18.86 | 1:15.71 | 2:34.57 | 52      |
| Карлос Прунеда        | гігантський слалом, чоловіки | 1:41.94 | DNF     | DNF     | –       |
| Алекс Крістіан Беноіт | гігантський слалом, чоловіки | 1:18.77 | 1:04.38 | 2:23.15 | 37      |
| Губертус фон Гогенлое | гігантський слалом, чоловіки | 1:07.36 | 1:00.57 | 2:07.93 | 30      |

комбінація, чоловіки
| Спортсмени            | Швидкісний спуск | Слалом | Слалом | Разом | Разом |
| Спортсмени            | Час              | Час 1  | Час 2  | Бали  | Місце |
| --------------------- | ---------------- | ------ | ------ | ----- | ----- |
| Губертус фон Гогенлое | 1:57.42          | DSQ    | –      | DSQ   | –     |

## Лижні перегони
| Дисципліна       | Спортсмен        | Дистанція | Дистанція |
| Дисципліна       | Спортсмен        | Час       | Місце     |
| ---------------- | ---------------- | --------- | --------- |
| 15 км (чоловіки) | Роберто Альварес | 1'01:26.4 | 84        |
| 30 км (чоловіки) | Роберто Альварес | 2'09:34.8 | 85        |
| 50 км (чоловіки) | Роберто Альварес | 3'22:25.1 | 61        |

## Фігурне катання
Чоловіки
| Спортсмен                   | CF | SP | FS  | TFP | Місце |
| --------------------------- | -- | -- | --- | --- | ----- |
| Вальбе Олаваррієтта Наварро | 28 | 26 | DNQ | DNF | –     |

жінки
| Спортсмен     | CF | SP | FS  | TFP | Місце |
| ------------- | -- | -- | --- | --- | ----- |
| Діана Енсінас | 28 | 31 | DNQ | DNF | –     |